# Kazachstán na Letních olympijských hrách 2012
Kazachstán na Letních olympijských hrách v roce 2012 v Londýně reprezentuje výprava 115 sportovců v 16 sportech.

## Medailisté
| Medaile | Jméno                  | Sport      | Soutěž                            |
| ------- | ---------------------- | ---------- | --------------------------------- |
| Zlato   | Alexandr Vinokurov     | Cyklistika | Muži – silniční závod jednotlivců |
| Zlato   | Zulfija Činšanlová     | Vzpírání   | Ženy do 53 kg (diskvalifikována)  |
| Zlato   | Majja Manezaová        | Vzpírání   | Ženy do 63 kg (diskvalifikována)  |
| Zlato   | Světlana Podobedovová  | Vzpírání   | Ženy do 75 kg (diskvalifikována)  |
| Zlato   | Ilja Ilin              | Vzpírání   | Muži do 94 kg (diskvalifikován)   |
| Zlato   | Olga Rypakovová        | Atletika   | Ženy trojskok                     |
| Zlato   | Serik Sapijev          | Box        | Muži do 69 kg váha lehká střední  |
| Stříbro | Adilbek Nijazymbetov   | Box        | Muži do 81 kg váha polotěžká      |
| Stříbro | Anna Nurmuchambetovová | Vzpírání   | Ženy do 69 kg                     |
| Bronz   | Danijal Gadžijev       | Zápas      | Muži řecko-římský do 84 kg        |
| Bronz   | Marina Volnovová       | Box        | Ženy váha střední do 75 kg        |
| Bronz   | Guzel Manjurovová      | Zápas      | Ženy volný styl do 72 kg          |
| Bronz   | Ivan Dyčko             | Box        | Muži nad 91 kg váha supertěžká    |
| Bronz   | Akžurek Tanatarov      | Zápas      | Muži volný styl do 66 kg          |
| Bronz   | Daulet Šabanbaj        | Zápas      | Muži volný styl do 120 kg         |

## Jednotlivé sporty

### Tenis
| Sportovec                                | Soutěž         | 64 hráčů v kole        | 32 hráčů v kole                     | 16 hráčů v kole                        | Pořadí  |
| Sportovec                                | Soutěž         | Soupeř výsledek        | Soupeř výsledek                     | Soupeř výsledek                        | Pořadí  |
| ---------------------------------------- | -------------- | ---------------------- | ----------------------------------- | -------------------------------------- | ------- |
| Michail Kukuškin                         | mužská dvouhra | Simon (FRA) · 4–6, 2–6 |                                     |                                        | 33.–64. |
| Jaroslava Švedovová                      | ženská dvouhra | Halep (ROU) · 6–4, 6–2 | Lisicki (GER) · 6–4, 3–6, 5-7       |                                        | 17.–32. |
| Galina Voskobojevová                     | ženská dvouhra | Babos (HUN) · 4–6, 2–6 |                                     |                                        | 33.–64. |
| Jaroslava Švedovová Galina Voskobojevová | ženská čtyřhra |                        | Dubois / · Wozniak (CAN) · 6–2, 6–0 | Kirilenko / · Petrova (RUS) · 3–6, 2–6 | 9.–16.  |